# Lucidus Diefenbach
Lucidus Diefenbach, auch Dieffenbach, (* 8. Oktober 1886 in Höllriegelskreuth oder Grünwald; † 10. Januar 1958 in Breitbrunn am Chiemsee) war ein deutscher Bildnis- und Landschaftsmaler, der auch als Illustrator arbeitete.

## Leben
Diefenbach war der zweite Sohn des Malers und Philosophen Karl Wilhelm Diefenbach und dessen Frau Magdalene Atzinger († 1890), sowie ein Enkel des Malers Leonhard Diefenbach. Er hatte einen Bruder Helios Diefenbach (3. Dezember 1880 – 1950) und eine ältere Schwester Stella Diefenbach (1882–1971), die 1910 den Maler Paul von Spaun heiratete. Er studierte bei Alfred von Schroetter an der Steiermärkischen Meisterschule in Graz und bei Ludwig Schmid-Reutte an der Akademie in Karlsruhe. Er lebte mehrere Jahre in Törwang bei Rosenheim am Samerberg.
Sein Werk, hauptsächlich bestehend aus Porträts und Landschaften, reicht vom gemäßigten Impressionismus bis zum expressiv gesteigerten Realismus. Bilder befinden sich im Besitz der Kunstvereine Baden-Baden und Kiel, im Landesmuseum in Schwerin und im Historischen Museum Bremerhaven.

## Werke (Auswahl)
Landschaften
- Morgen am Walchensee 1921
- Egern in Morgensonne (Ölmalerei, 80 × 70 cm)
- Abend auf Herrenwörth

Marinebilder
- Fischdampfer in schwerer See
- Fischdampfer unter Segeln in stürmischer See
- Hochseefischer[4]

Illustrationen
- Fritz Müller-Partenkirchen: München zwei. L. Staackmann, Leipzig 1927.
- Fritz Müller-Partenkirchen: Kinder Geschichten. L. Staackmann, Leipzig 1932.
- Fritz Müller-Partenkirchen: Das verkaufte Dorf. (Roman) L. Staackmann, Leipzig 1934.

## Ausstellungen (Auswahl)
- 1920: Münchener Kunstausstellung im Glaspalast (Ölgemälde: Flandern, Hoher Göll und Moor am Untersberg)
- 1941: Grosse Deutsche Kunstausstellung im Haus der Deutschen Kunst in München (Hochseefischer)
- Mai bis Oktober Ausstellung 1949 der Notgemeinschaft Bildender Künstler Gstadt im Bibliotheksaal des alten Schlosses auf der Herreninsel[5]